# Hugo von Falkenberg

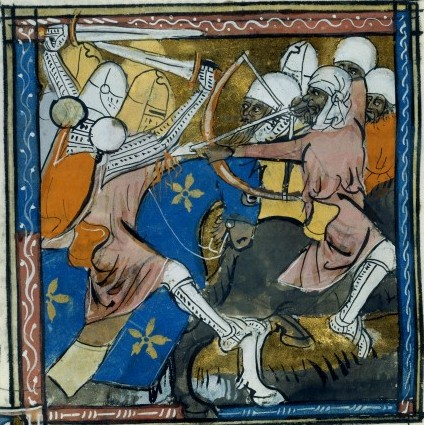
Tod des Hugo von Saint-Omer, Darstellung in einer Handschrift aus dem 14. Jahrhundert

Hugo von Falkenberg, auch Hugo von Saint-Omer, (frz.: Hugues de Fauquembergues; * in Thérouanne; † 1106) war Herr von Falkenberg (Fauquembergues), Kreuzfahrer und Fürst von Galiläa.

## Leben
Die flämischen, heute zu Frankreich gehörenden Orte Fauquembergues und Saint-Omer liegen in unmittelbarer Nachbarschaft. Hugo war eigentlich Herr von Falkenberg; er und seine Familie, die während der Kreuzzüge zu Ansehen kam, wurde allerdings „von Saint-Omer“ genannt.
Hugo wurde in Thérouanne geboren und begleitete 1098 den Grafen Balduin von Boulogne auf den Ersten Kreuzzug und nach Mesopotamien, wo dieser die Grafschaft Edessa gründete. 1100 stieg Balduin zum König von Jerusalem auf und ernannte Hugo zum Seneschall von Jerusalem. 1101 erhielt Tankred von Tarent die Regentschaft über das Fürstentum Antiochia. König Balduin gab Hugo daraufhin Tankreds vakantes Fürstentum Galiläa.
Um die Eroberung der noch von den Fatimiden gehaltenen Stadtfestung Tyros zu unterstützen, ließ er 1105 die Burgen Toron und Chastel Neuf errichten.
1106 nahm Hugo an einem Angriff auf die Seldschuken teil, geriet in einen Hinterhalt, wurde gefangen genommen und hingerichtet. Das gleiche Schicksal sollte später auch sein Nachfolger als Fürst von Galiläa, Gervaise von Bazoches, erleiden.
Hugo hatte zwei Töchter:
- Eschiva, die Wilhelm I. von Bures, Herr von Caesarea, heiratete und
- Helvis, die einen namentlich nicht bekannten "Franken aus Outremer" heiratete und deren Tochter Agnes Walter III. Brisebarre, Herr von Beirut und Blanchegarde, heiratete.